# Bloque Popular de Extremadura
Bloque Popular de Extremadura (BPEX) fou una petita plataforma unitària de petits partits d'esquerra i persones independents, molt activa del 1981 al 1983, convocà una manifestació el 14 d'agost de 1981 a Mèrida en homenatge als morts antifeixistes durant la presa de Badajoz per les tropes franquistes durant la guerra civil espanyola. A les eleccions a l'Assemblea d'Extremadura de 1983 va obtenir 2.249 vots (0,4% dels vots), i poc després es va dissoldre.